# Resolutie 2342 Veiligheidsraad Verenigde Naties
Resolutie 2342 van de Veiligheidsraad van de Verenigde Naties werd op 23 februari 2017 met unanimiteit aangenomen door de VN-Veiligheidsraad, en verlengde de sancties tegen Jemen met een jaar.

## Achtergrond
Nadat de protesten in Jemen in 2011 een einde hadden gemaakt aan het 33-jarige bewind van president Saleh, laaide ook het langlopende conflict met de Houthi-rebellen in het noordwesten weer op. In september 2014 bestormden zij de hoofdstad, waarop de vorming van een eenheidsregering werd overeengekomen. In januari 2015 bezetten ze ook het presidentieel paleis, waarop de hele regering aftrad. 
In februari werd het parlement afgezet, waarna er een "revolutionair comité" werd gevormd om het land te besturen. Dit leidde tot een burgeroorlog tussen de regering en de Houthi-rebellen. De regering werd daarbij gesteund door een door buurland Saoedi-Arabië geleide coalitie die luchtaanvallen uitvoerde tegen de Houthi.

## Inhoud
Het geweld in Jemen bleef voortduren. Delen van het land bleven in handen van terreurgroep Al Qaida, en ook Islamitische Staat kreeg er steeds meer voet aan de grond. De humanitaire situatie in het land werd steeds slechter, en de levering van noodhulp werd ernstig bemoeilijkt.
Van belang was dat de politieke overgang die volgde uit de van maart 2013 tot januari 2014 gehouden nationale dialoogconferentie volledig en op tijd werd uitgevoerd. Het parlement zou worden hervormd zodat het noorden en het zuiden van het land elk de helft van de leden leverden. Jemen zou worden opgedeeld in zes bestuurlijke regio's.
De reisverboden, de financiële sancties en het wapenembargo tegen welbepaalde personen en groepen werden verlengd tot 26 februari 2018. Het mandaat van het vijfkoppige expertenpanel dat toezag op de naleving van deze sancties werd verlengd tot 28 maart 2018.
Lijst ·  2337 ·  2338 ·  2339 ·  2340 ·  2341 ·  2342 ·  2343 ·  2344 ·  2345 ·  2346 ·  2347 ·  2348 ·  2349 ·  2350 ·  2351 ·  2352 ·  2353 ·  2354 ·  2355 ·  2356 ·  2357 ·  2358 ·  2359 ·  2360 ·  2361 ·  2362 ·  2363 ·  2364 ·  2365 ·  2366 ·  2367 ·  2368 ·  2369 ·  2370 ·  2371 ·  2372 ·  2373 ·  2374 ·  2375 ·  2376 ·  2377 ·  2378 ·  2379 ·  2380 ·  2381 ·  2382 ·  2383 ·  2384 ·  2385 ·  2386 ·  2387 ·  2388 ·  2389 ·  2390 ·  2391 ·  2392 ·  2393 ·  2394 ·  2395 ·  2396 ·  2397